# Нуэва-Хермания
Нуэва-Хермания (с исп. — «Новая Германия»; исп. Nueva Germania) — населённый пункт и округ в департаменте Сан-Педро, Парагвай. Основан как немецкое поселение 23 августа 1887 года Бернардом Фёрстером. Идея Фёрстера состояла в том, чтобы создать образцовое сообщество в Новом Свете и продемонстрировать достоинства немецкой культуры и общества.
Расположен примерно в 297 километрах от Асунсьона, столицы Парагвая.

## История

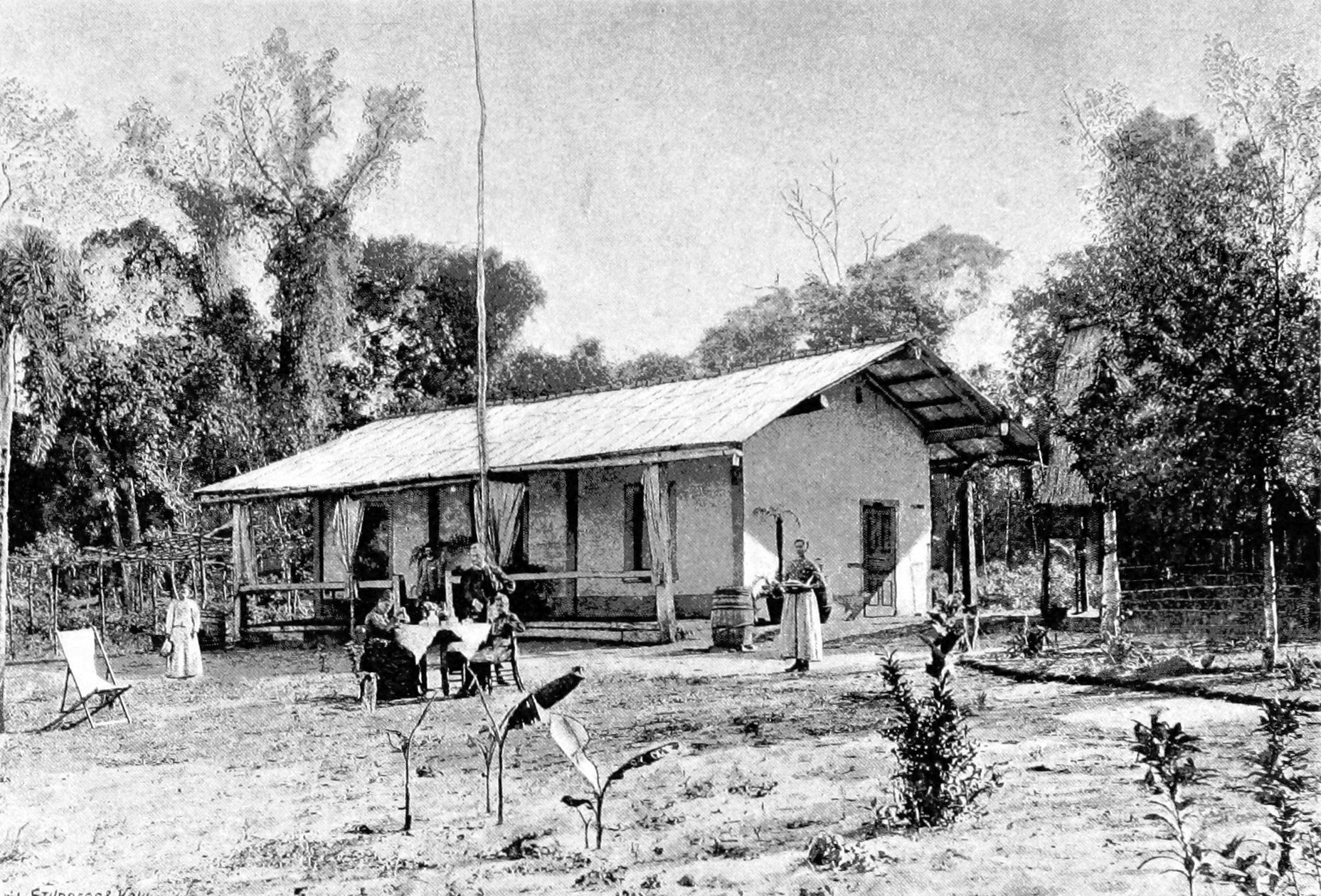
Поселение в 1891 году.

Нуэва-Хермания была основана в 1886 году на берегу реки Агуарай-Гуасу, примерно в 300 километрах от Асунсьона пятью, а затем четырнадцатью в основном обнищавшими семьями из Саксонии. Возглавляемые Бернардом Фёрстером и его женой Элизабет Фёрстер-Ницше (сестрой философа и мыслителя Фридриха Ницше) немецкие колонисты эмигрировали в тропические леса Парагвая, чтобы применить на практике утопические идеи о превосходстве «арийской расы». Фёрстер мечтал создать зону развития Германии, вдали от влияния евреев, которых он считал источником проблем Германии.
Фёрстер, который обсуждал права собственности города с генералом Бернардино Кабальеро, покончил жизнь самоубийством в 1889 году в городе Сан-Бернардино. Его жена вернулась в Германию в 1893 году.
Развитие колонии было затруднено суровостью окружающей среды, и те колонисты, которые остались, вскоре отказались от идеи превосходства её основателей и интегрировались в культуру Парагвая. Нуэва-Хермания стала тихой общиной Сан-Педро, занимающейся сельским хозяйством, специализирующейся на выращивании мате.
Среди современного населения — американский дирижер Дэвид Вудард.

## Экономика
Одним из наиболее важных сельскохозяйственных продуктов района является мате, наряду с сахарным тростником, хлопком, маниоком (кассавой), табаком, подсолнечником, соей, пшеницей, бананом, кисло-сладким апельсином, парагвайской лимонной вербеной и кунжутом.

## Климат
Климат тропический, с обильными дождями, максимальная температура около 35 ° C, минимум 10 ° C и в среднем 23 ° C, с влажностью 80 %. Количество осадков превышает 1300 миллиметров, особенно летом.

## Язык
Язык гуарани является преобладающим: около 80 % населения говорят на нём; остальные говорят на испанском и дёпара. На немецком языке всё ещё говорят среди некоторых семей, происходящих от колонистов.